# 곡포헌
경주 양동마을 곡포헌(慶州 良洞마을 谷圃軒)은 대한민국 경상북도 경주시 강동면 양동리 양동마을에 있는 조선시대의 양반 가옥으로 숙종 24년(1698년)에 건축되었으며, 조선 말기와 일제강점기 성리학자이자 독립운동가 이능윤 이능윤의 집이다. 

## 개요
숙종 24년(1698년)에 지어진 경주 양동마을의 가옥이다. 본래 양동의 양대 세거 양반가문인 경주 손씨 일가의 집이었으나 여주 이씨 일가에 매입되었고, 조선 말기와 일제강점기 성리학자이자 독립운동가 곡포 이능윤의 집이 되었다. 당호인 곡포헌은 그의 호를 딴 것이다.
이능윤(李能允, 1850년 ~ 1930년)은 자가 순일(舜一), 호는 곡포(谷圃), 회재 이언적의 12세손이자 그의 넷째 손자인 수졸당 이의잠의 10세손으로 출생했다. 양동마을의 창은정사(蒼隱精舍)를 건립한 창은(蒼隱) 이남상(李南祥)의 손자이자, 1884년 제 7차 영남 만인소 소수(嶺南萬人疏 疏首)로 문행을 떨친 내곡 이재교의 조카이다.  
강고(江皐) 류심춘(柳尋春)의 문인인 족숙 내헌(耐軒) 이재영(李在永), 입재(立齋) 정종로(鄭宗魯)의 학통을 이어받은 정헌(定軒) 이종상의 문인이었던 백부 이재교에게 배우면서 이언적 - 이황 - 류성룡 - 정도응 - 박손경 - 정종로 등으로 이어지는 영남학파의 학문을 전수받았다. 과거를 단념한 이후에는 성리학에 뜻을 두고 성현의 가르침을 실천하고 경전의 의미를 탐구하는 학문에만 전념하였다. 1915년 옥산서원 원장에 선임되었으며, 1927년에는 도동서원 원장, 1929년에는 도산서원 원장에 천거되었다. 저서로 1969년에 7권 3책으로 간행된 곡포문집(谷圃文集)과 성리학 저술로 사칠이수기승론(四七理隨氣乘論), 심경강의(心經講義), 맹자강의(孟子講義), 성론(性論), 태극문변(太極問辨) 등이 있다. 

## 집의 구성
집의 구성은 크게 사랑채, 안채, 아래채, 화장실로 되어 있는데, '一'자 모양의 사랑채와 안채가 평행을 이루고 있고, 그 사이에 아래채가 종렬로 있다.
사랑채는 앞면 3칸·옆면 1칸 규모의 우진각지붕 기와집으로 '一'자형 평면을 이루고 있다. 좌측에 마루 1칸을 두고 2칸 통칸의 온돌방을 두었다. 
안채는 앞면 5칸·옆면 1칸 규모의 맞배지붕 기와집이다. '一'자형 평면을 이루고 있다. 좌로부터 부엌 1칸, 안방 1칸, 대청 2칸, 건넌방 1칸이 배치되어 있다. 
아래채는 앞면 3칸·옆면 1칸 규모의 초가집이다. 좌로부터 온돌방 1칸, 창고 1칸, 부엌 1칸으로 구성되어 있으며, 우측면에는 연료를 적재하기 위한 창고가 증축되어 있다. 
화장실은 앞면 1칸·옆면 1칸 규모의 초가집이다.

## 같이 보기
- 양동마을